# Rudolf Scheurer (Schiedsrichter)

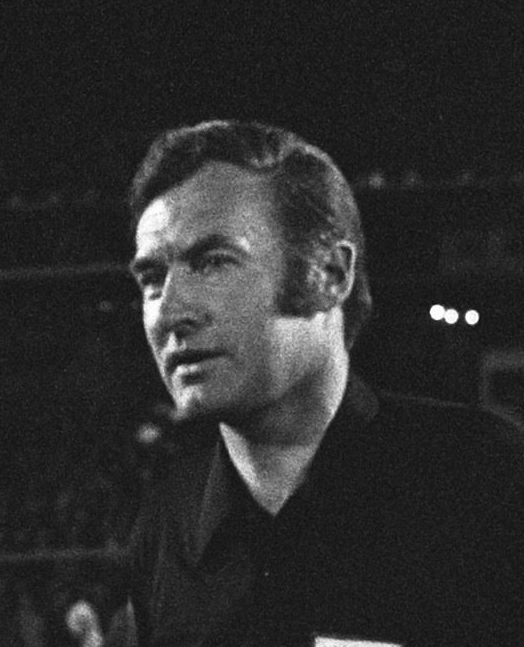
Rudolf Scheurer (1973)

Rudolf Scheurer (* 25. Mai 1925 in Bettlach SO; † 1. November 2015) war ein Schweizer Fussballspieler, -schiedsrichter und Politiker (FDP).

## Werdegang
Scheurer spielte als Stürmer für den FC Grenchen, mit dem er unter anderem in der Nationalliga A antrat. Nach dem Ende seiner Spielerkarriere wendete er sich der Schiedsrichterei zu und trat ab Ende der 1960er Jahre auf internationaler Ebene auf, als er Spiele im Meistercup und im Messestädte-Cup leitete. Dabei pfiff er bei den Finals um den Messestädte-Cup 1967/68 das von Leeds United mit einem 1:0-Sieg gegen Ferencváros Budapest gewonnene Hinspiel, das dank einem 0:0-Remis im Rückspiel den Titelgewinn brachte, sowie im Messestädte-Cup 1969/70 das vom belgischen Klub RSC Anderlecht gegen den späteren Titelträger FC Arsenal mit 3:1 gewonnene Hinspiel. Nachdem er bereits Spiele in der Qualifikation geleitet hatte, gehörte er auch bei der Weltmeisterschaftsendrunde 1970 zu den eingesetzten Schiedsrichtern; insgesamt stand er bei zwei Partien auf dem Spielfeld. Auch in der folgenden Saison war er Europacupfinalschiedsrichter, dieses Mal war er Schiedsrichter beim 1:1-Remis im Finalspiel des Cups der Cupsieger 1970/71 zwischen dem FC Chelsea und der in der Schlussminute durch ein Tor von Abwehrspieler Ignacio Zoco ausgleichenden Mannschaft von Real Madrid, die jedoch im von Scheurers Landsmann Anton Bucheli geleiteten Wiederholungsspiel mit einer 1:2-Niederlage den Kürzeren ziehen sollte. 1973 pfiff er das Hinspiel im UEFA Super Cup; die AC Mailand gewann im heimischen Stadio San Siro mit einem 1:0-Erfolg gegen Ajax Amsterdam, das mit einem 6:0-Rückspielerfolg den Titel gewinnen sollte.
Im Vorfeld der Weltmeisterschaft 1974 pfiff Scheurer nicht nur Qualifikationsspiele der UEFA, sondern stand auch im Rahmen der Entscheidungsspiele zwischen Asian Football Confederation und Oceania Football Confederation auf dem Platz. Beim Turnier leitete er zwei Spiele, unter anderem das Zweitrundenduell zwischen der DDR und den Niederlanden. Zuvor hatte er erneut einen Europacupfinal geleitet; im UEFA-Cup 1973/74 stand das 2:2-Unentschieden zwischen Tottenham Hotspur und dem via Rückspielsieg späteren Titelgewinner Feyenoord Rotterdam an der White Hart Lane unter seiner Leitung.
1974 beendete Scheurer seine aktive Schiedsrichterkarriere; bis 1989 leitete er anschliessend als Schiedsrichter-Obmann das Schiedsrichterwesen des Schweizerischen Fussballverbandes.
Hauptberuflich war Scheurer Lehrer an der Sekundarschule Bettlach. Ab 1965 war er für die FDP zwanzig Jahre Solothurner Kantonsrat, zudem war er Gemeindepräsident von Bettlach.